# 富谷山
富谷山（とみやさん）は、茨城県桜川市の北部にある標高365.1mの山である。笠間県立自然公園に指定されており、同公園の西端に位置する。

## 概要
三角点設置時点での標高で365mとされているが、現在三角点は採石により失われており残存部の標高は350mである。
富谷山の中腹には小山寺があり、三重塔（国の重要文化財）は関東以北で最古のものとされる。富谷山にあることから富谷観音とも呼ばれる。
小山寺の西側に「富谷山ふれあい公園」が整備されており、国土交通省関東地方整備局の選定による「関東の富士見100景」に選ばれているほか、ハイキングコースも整備されており関東ふれあいの道のコースにもなっている。
水戸女子林間教場があったが閉鎖されており、2011年末の火災により焼失した。その後水戸女子林間教場は体育館とともに取り壊された

## 山頂部

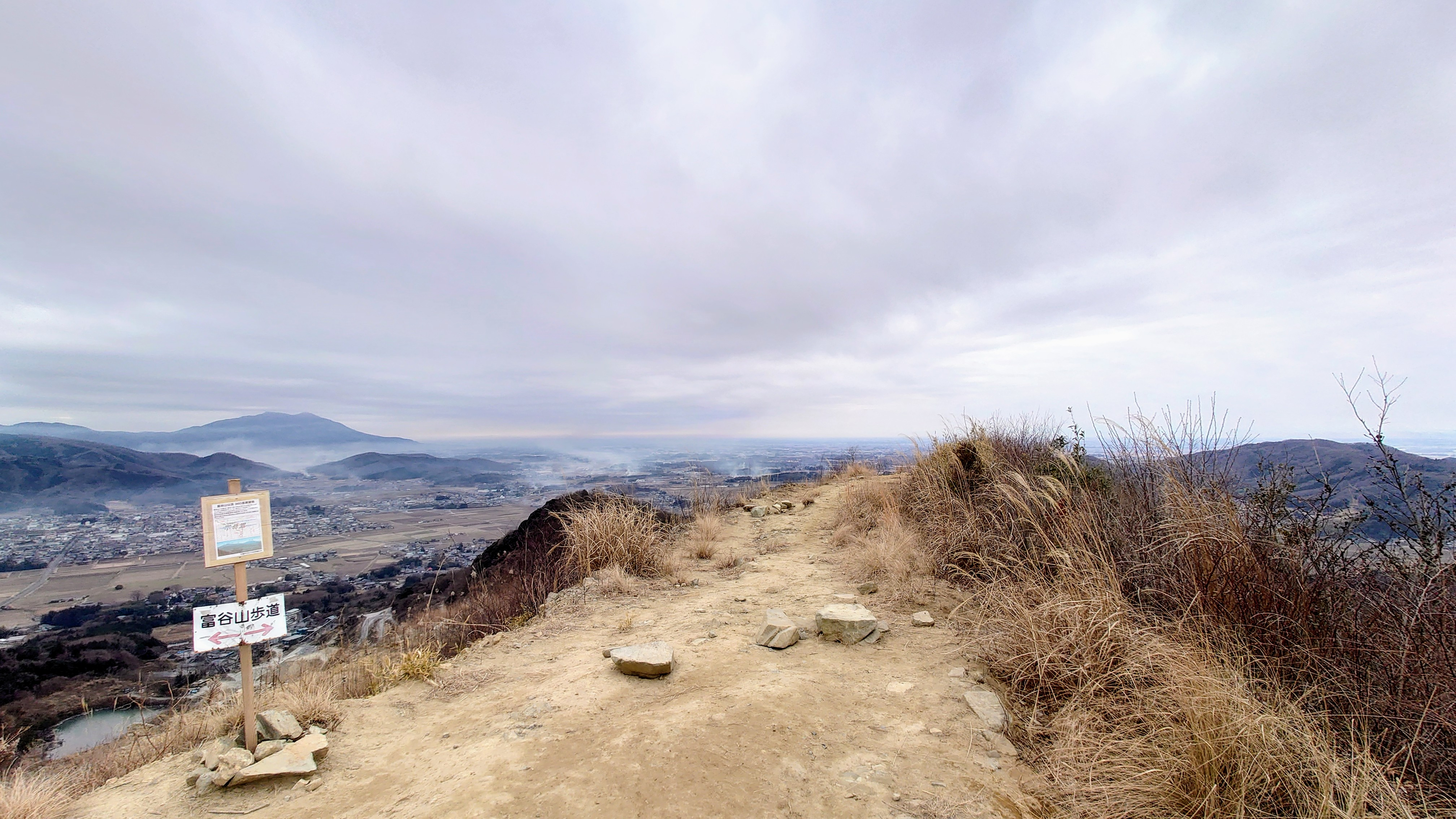
山頂部

山頂付近は採石場となっている。過去は遊歩道として開放されており、360度展望地点として開放されていたが現在は立ち入り禁止となっている。現在、五月女鉱業と大泉砕石により北西方向と南東方向の両方向から採石が進められている為、山頂部の標高は下がっていくとされている。